# فيليب جونسون
فيليب كورتيليوو جونسون  (بالإنجليزية: Philip Johnson)‏ معماري أمريكي من أشهر المعماريين من مواليد كليفلاند، أوهايو 1906 وتوفي في 2005 الولايات المتحدة، كان يُعتبر لعقود عديدة أهم شخصية معروفة في العمارة الأمريكية.

## حياته المهنية
كان جونسون طالب مدرسة خريجي هارفارد للتصميم، التي هي جزء من جامعة هارفارد، والتي كانت تمنح درجة في عمارة تنسيق الحدائق والتصميم والتصميم الحضري. حيث تعلم على يد والترغروبيوس قائد الأسلوب الدولي، وتخرج من الكلية عام 1927م.
في عام 1930، أسس قسم العمارة في متحف الفن الحديث (MoMA) بنيويورك، حيث قدم عمارة أوروبية حديثة إلى الجمهور الأمريكي.
ألف جونسون بتعاون مع المؤرخ المعماري الأمريكي هينري رسيل هينشكوك كتاب باسم (بالإنجليزية: The International Style: Architecture Since 1922-1932)‏ حيث يقدم مبادئ الطريقة الجديدة إلى الأسلوب الدولي (بالإنجليزية: International Style)‏ من أوروبا إلى الولايات الأمريكية المتحدة. في عام 1940م، عاد إلى هارفارد في قسم الدراسات العليا حيث تدرب تحت يد مرسيل برير وحصل عل درجة B.arch عام 1943م، وهو في السابعة والثلاثين من عمره ومارس برنامج العمارة في جامعة كامبريدج وماساتشوسيتس حتى عام 1946م، ثم عاد مديراً لقسم العمارة في متحف الفن الحديث (موما) في نيويورك من عام 1946م لغاية عام 1954م، بعد ذلك التحق بعمل مع ريتشارد فوستر من عام 1964م لغاية عام 1967م. وفي عام 1967 أقام فيليب جونسون مكتبه الخاص بتعاون مع جون هنري بيرغي إلى أن تقاعد.
لاحقاً في عام 1978، نال ميدالية ذهبية من المعهد الأمريكي للعمارة وكان أيضا أول من نال جائزة بريتزكر في عام 1979.[بحاجة لمصدر]
كان مس فان دي رو أحد المؤثرين على فيليب جونسون في أول حياته المهنية.[بحاجة لمصدر]

## أعماله

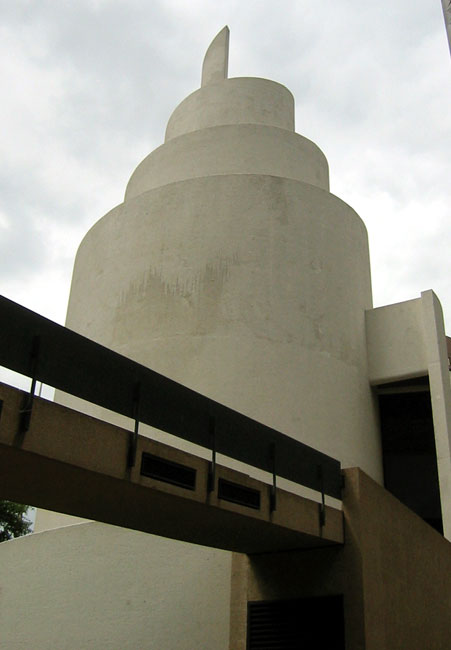
كنيسة الشكر في دالاس

بدأ تصميم المباني عام 1942م، حيث عادة ما كان يستخدم مقاسات ومواد فاخرة في البناء وكان يوجد فراغات داخلية مكلفة (إحساس كلاسيكي ونغمة موسيقية هادئة). وكان البيت الزجاجي أول أعماله الرئيسية، وهو البيت الذي بناه لنفسه في نيوكانان والذي يظهر فيهِ تأثير الهندسة المعمارية لمس فان دي رو بشكل كبير.
بعد البيت الزجاجي بدء فيليب جونسون بالابتعاد عن أسلوب ميس فان دي رو ويوضح ذلك في منزل الضيف (بالإنجليزية: guest house)‏ الذي بناه لبيتهِ عام 1952م، حيث نظم جونسون أول زيارة لميس فان دي رو للولايات المتحدة وكذلك لي كوربوسير حيث تعاون مع ميس فان ديروه في تصميم مبنى سيجرام الشهير في نيويورك عام 1958م، والممدوح على نطاق واسع بعد البيت الزجاجي، وبدت أعمال جونسون أكثر طموحاً حيث نرى ذلك بوضوح في مبنى سيجرام بنيويورك والكنيسة البلورية في كاليفورنيا والمكتبة العامة في بوسطن ومبنى مقر شركة AT & T في نيويورك حيث كان أكثر مباني جونسون من حيث الجدلية.[بحاجة لمصدر]

## المنزل الزجاجي

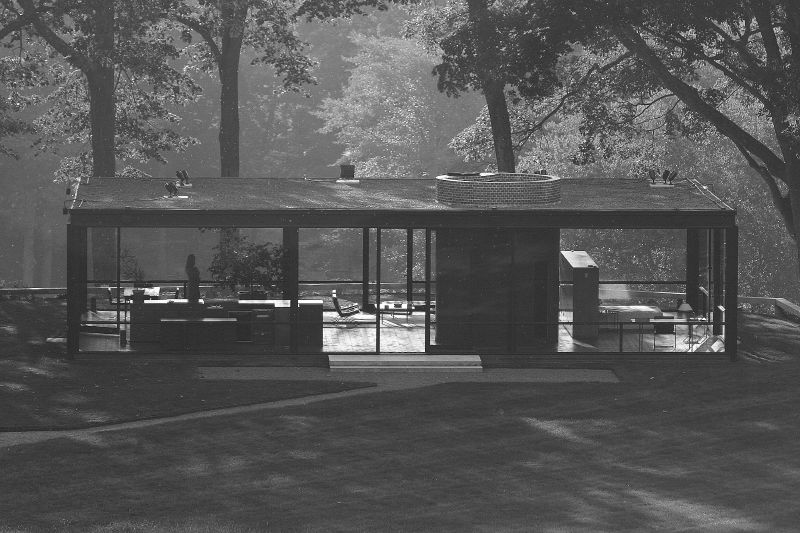
منزل فيليب جونسون الزجاجي

كان أول وأعماله الرئيسية هو البيت الذي بناه لنفسه في نيوكانان (البيت الزجاجي) كان البيت مشابهاً لحد كبير لأسلوب مس فان دي رو حيث أن البيت بني بالكامل من الزجاج عام 1949م.
تصميم البيت عبارة عن هيكل مستطيل بسيط واستعمل المصمم ألواح زجاجية كبيرة كجدران لمح بهذا لأسلوب ميس فان ديروه وكذلك لمح أيضا إلى أعمال مصممي القرن 18م و19 م هذه الموازنة بين تأثير ميس فان وتلميح الماضي أثر في العمارة عام 1950م.[بحاجة لمصدر]

## فلسفته بالعمارة
كان جونسون صاحب التصاميم غير التقليدية وذو التأثير القوي عن طريق الاختلاف والعصرية بالإضافة أنه ناقد معروف للأسلوب الدولي وكذلك كان لدوره في تعريف طراز ما بعد الحداثة. في عدة سنوات أصبح جونسون أحد قادة العمارة الأكثر فاعلية فقبل أن يصمم أول مبانيه وهو في السادسة والثلاثون من عمره كان جونسون ناقد ومؤلف ومؤرخ قبل أن يكون معمارياً ولقد صك التعبير بشكل حرفي (International School of Architecture) في متحف الفن الحديث (موما) في نيويورك، يشكل أو بآخر فإن فيليب جونسون قد سيطر على عالم العمارة بطريقة فريدة من خلال مباني ناطحات سحاب، والكنائس، والمنتزهات، والمتاحف، والحدائق، ومن هذه المشاريع نستدل على وجود جيل جديد من مباني (الأبراج الزجاجية). وأن جونسون هو أحد الذين أسسوا وشاركوا في بناء الأسلوب الدولي فإن فلسفة هولاء المصممين كانت أن الناس شعروا بالأمان خلف الجدران الزجاجية حيث أنها أوصلتهم بشكل أكبر بالبيئة المحيطة لها.
لكن سرعان مابدء يزيل بريق الأسلوب الدولي، حتى جونسون نفسه أصبح ناقد للحركة التي ابتكرها حيث خف بريقه، ولكن سرعان ما رجع جونسون إلى دائرة الضوء حيث هز العالم بمبنى مقر شركة AT & T في نيويورك عام 1984م، حيث أنه جمع العناصر الكلاسيكية بالتصميم الحديث ووضع المرحلة لعمارة ما بعد الحداثة، لقد أصبح فيليب جونسون الصورة الحيوية للعمارة الحديثة.

## نقد

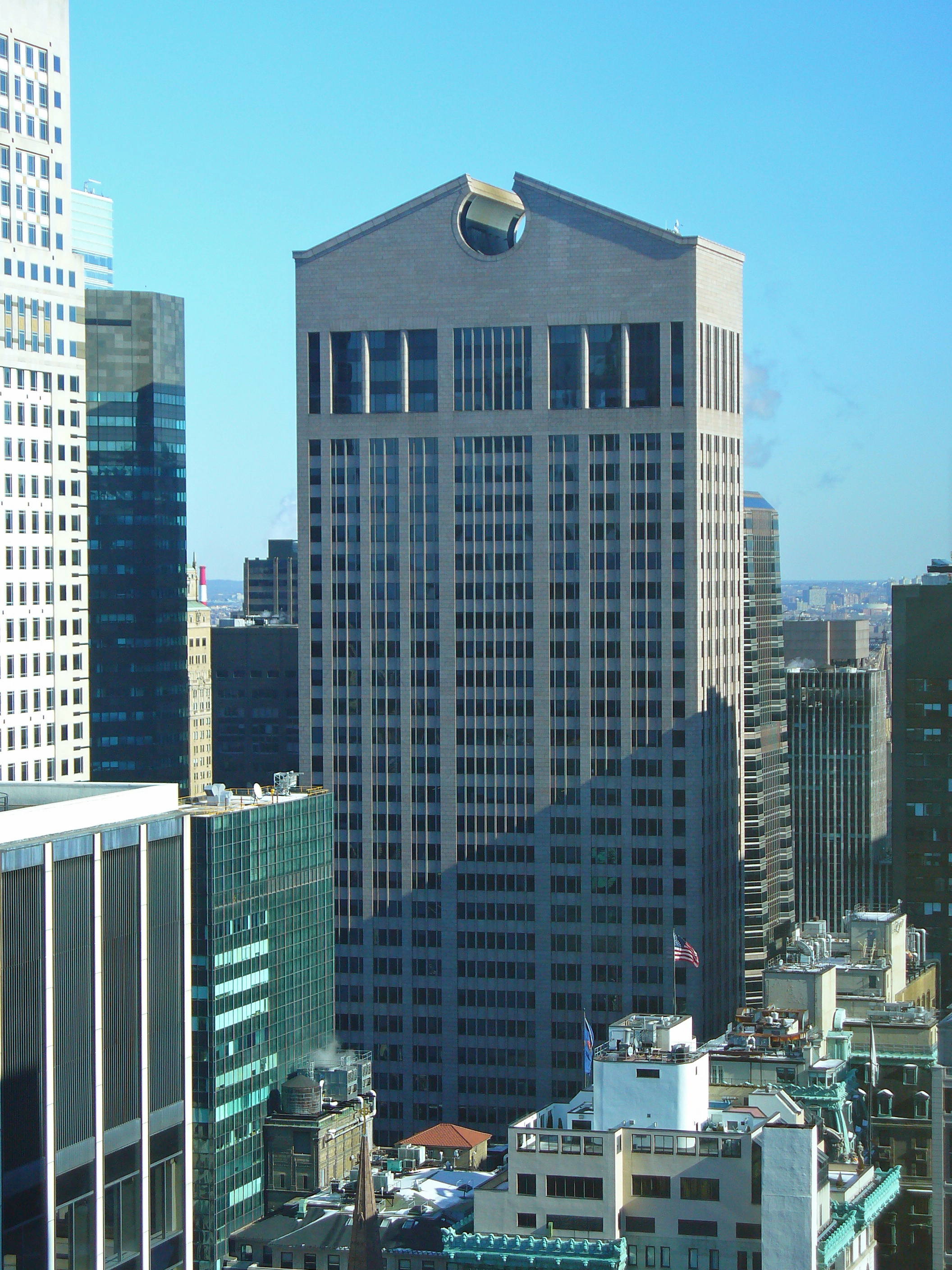
مبنى شركة سوني "AT&T" بنيويورك، يظهر فيه التحول الكبير في تفكير جونسون المعماري من الأسلوب الدولي الأفقي إلى النمط العمودي

حصل جونسون بصفتهِ معماري على احترام واسع النطاق لأعماله المبتكرة عام 1950م، عندما كانت تحت تأثير مس فان دي رو، ولكن جونسون كان يغير مبادئه المعمارية من الحداثة إلى ما بعد الحداثة إلى مضاد ما بعد الحداثة عند الحاجة مما أدى إلى ظهور نقد بأنه يظهر اهتمام أكبر للطابع أكثر منه للجوهر، لذا يُعتقد أنه محفز للأفكار أكثر مما هو مصمم.
هناك من ذم جونسون حيث يقول أنه يعيد اختراع الأشكال المجردة أو يجمع رؤيا الآخرين، لكن نقاده الأكثر قسوة يقولون أن جونسون كان قوة محورية للمصممين الطموحين الصغار وأن مساهمته الأفضل كانت في عمله في landscaping وأكبر دليل على ذلك هي حديقة النحت في نيويورك. إن أعمال جونسون بدأت ترسم لهُ مكانه خاصة كالعميد غير المتنازع عليهِ للمهنة، فمنذ عام 1969م، عمل كعرّاب للمعماريين الخمسة (بيتر ايزنمان، ميشايل غرافيس، تشارلز جواثمي، جون هيجرك وريتشارد ماير) حيث أنه ساعدهم بأن ينضجوا حتى أصبحوا المعماريين الأكثر تأثيرا لزمانهم منذ عام 1989.

## معرض صور

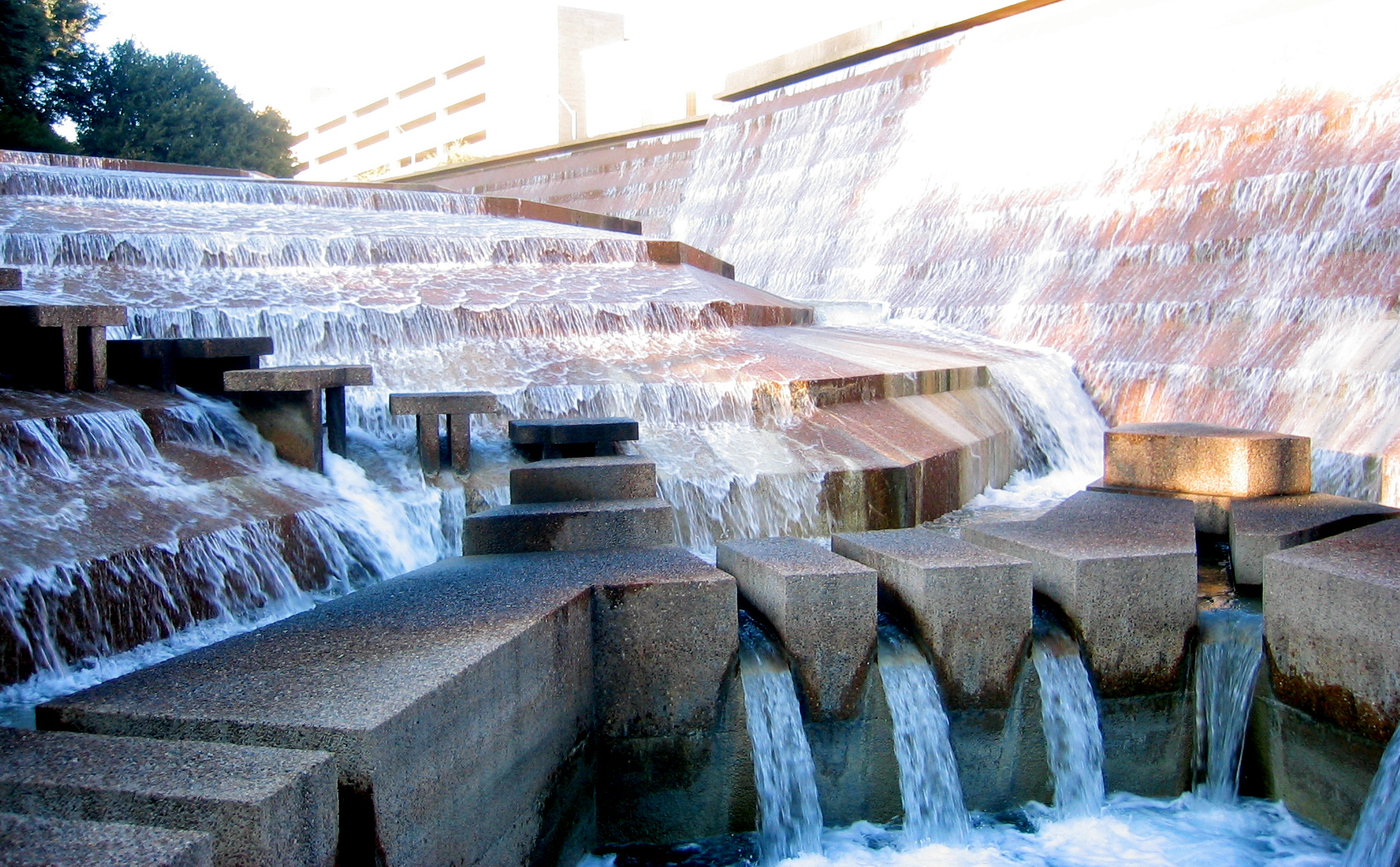
حدائق فورت وورث المائية
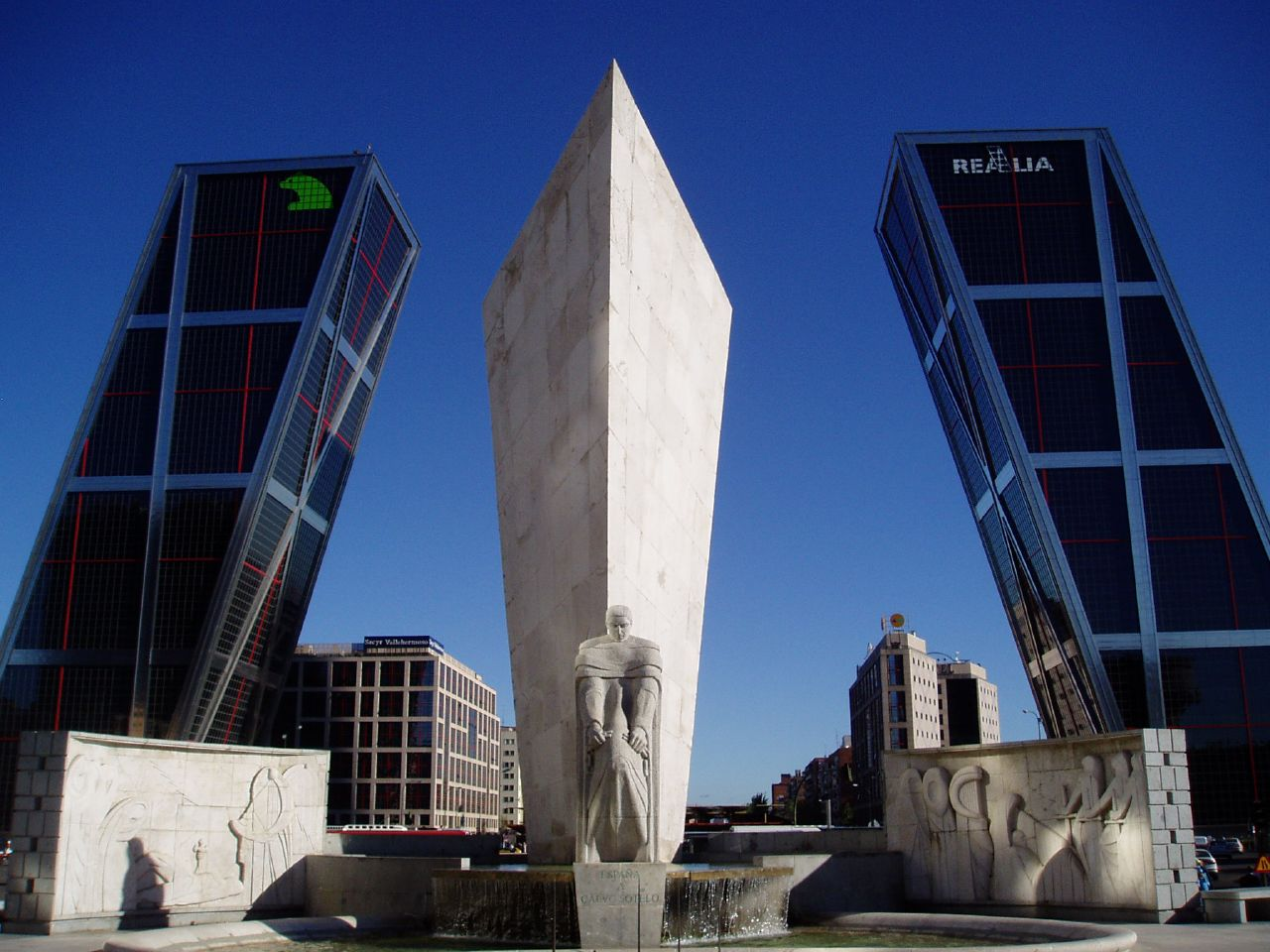
بلازا دي كاستيلا - بوابة أوروبا في مدريد
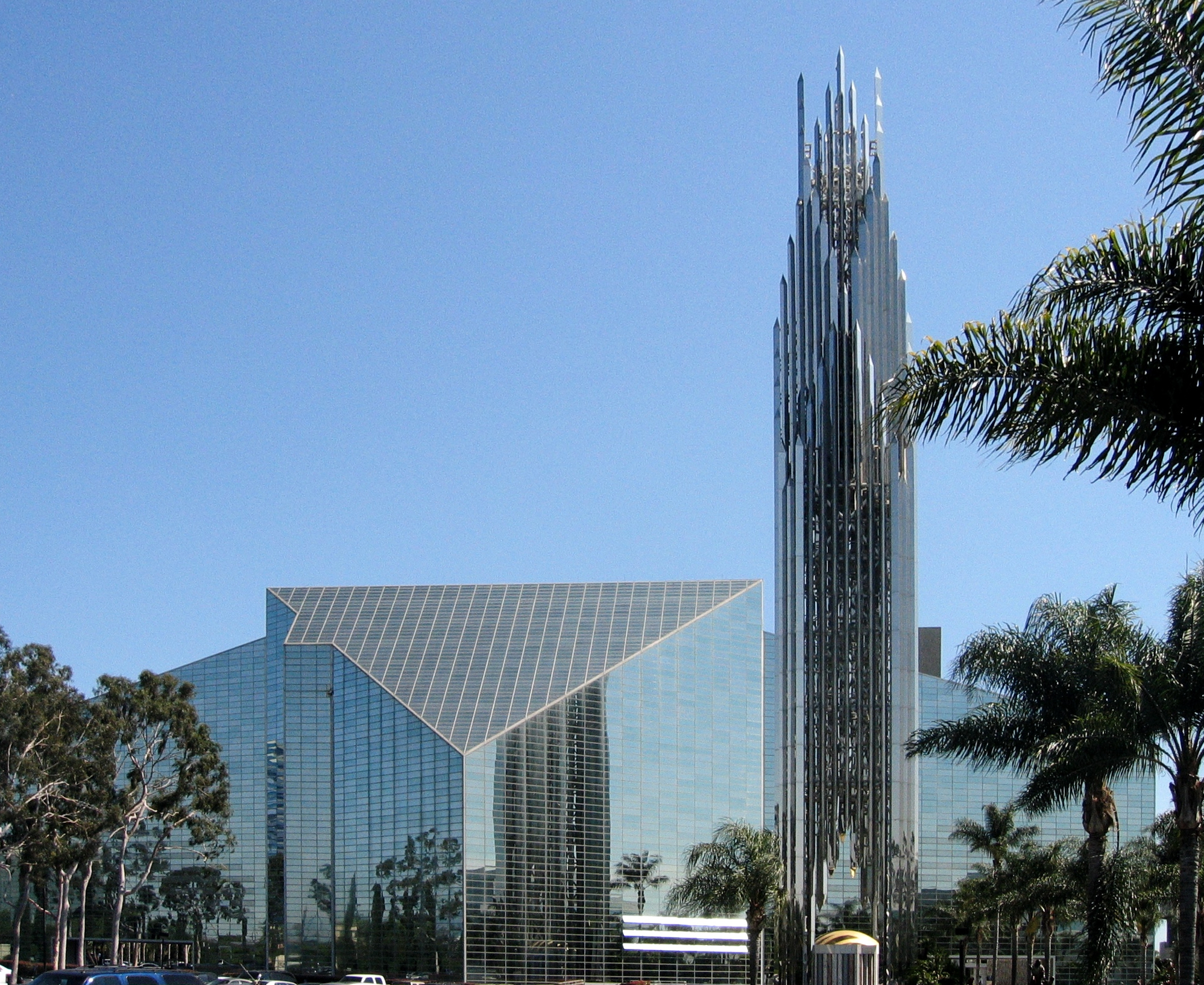
الكنيسة البلورية
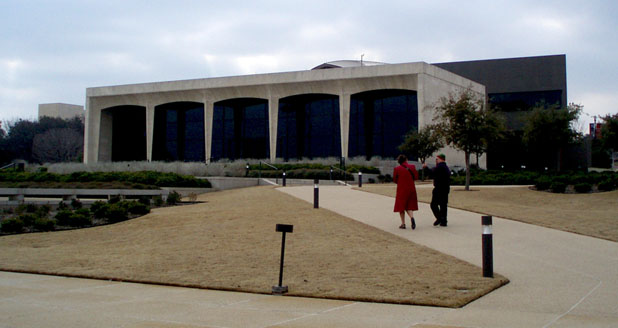
متحف مركز آمون الشرقي في تكساس
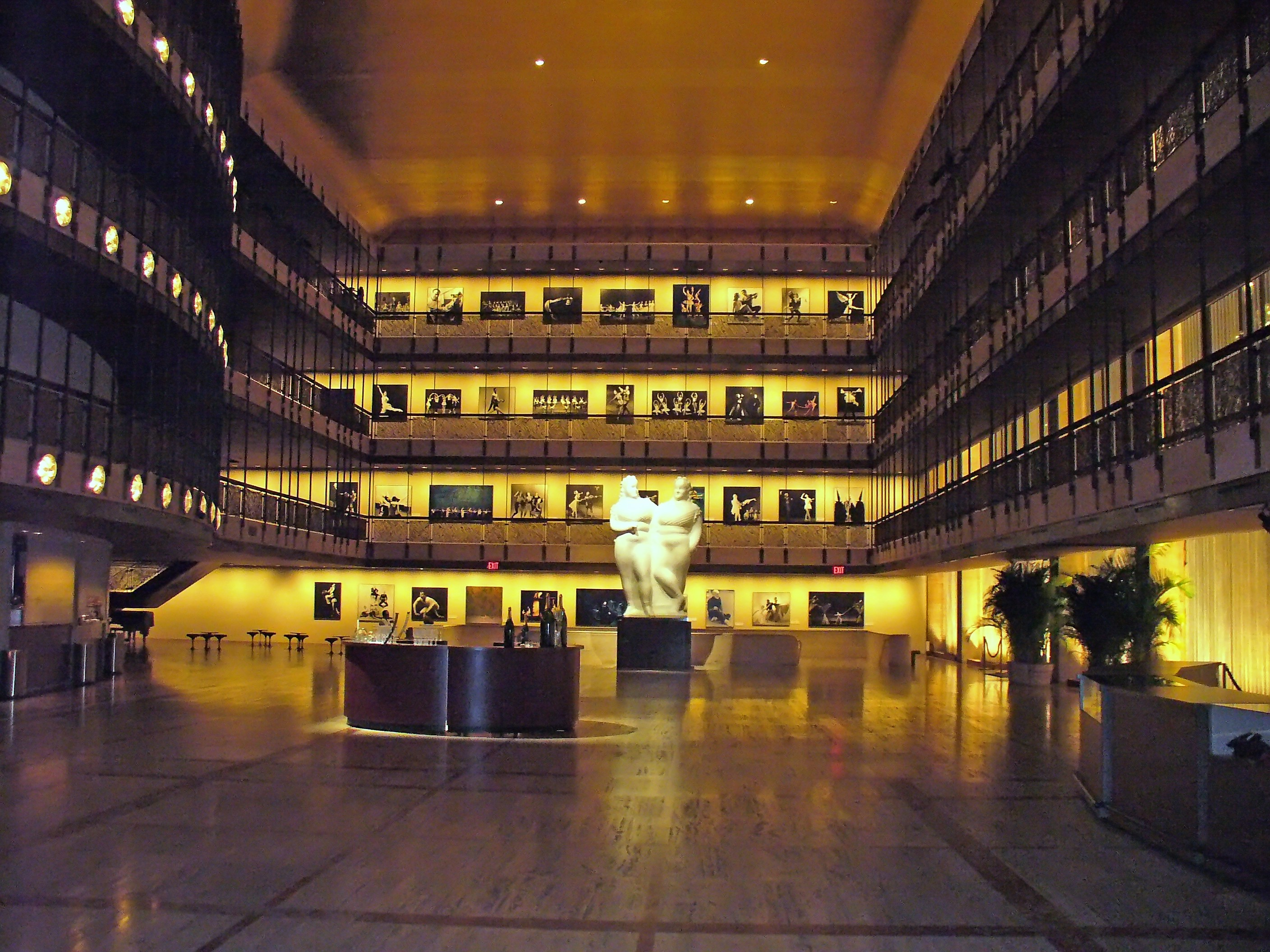
أتريوم مسرح ولاية نيويورك
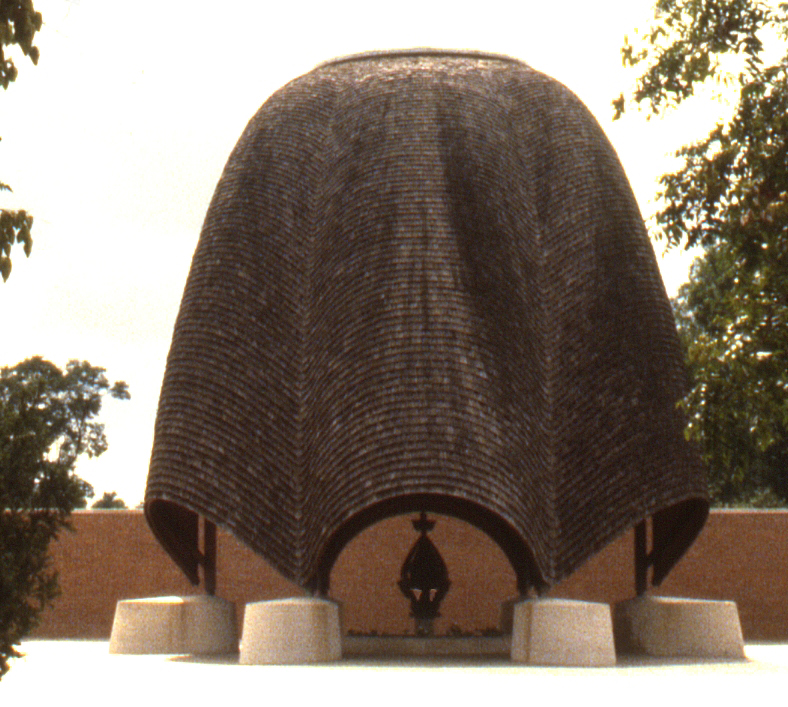
كنيسة في انديانا، الولايات المتحدة
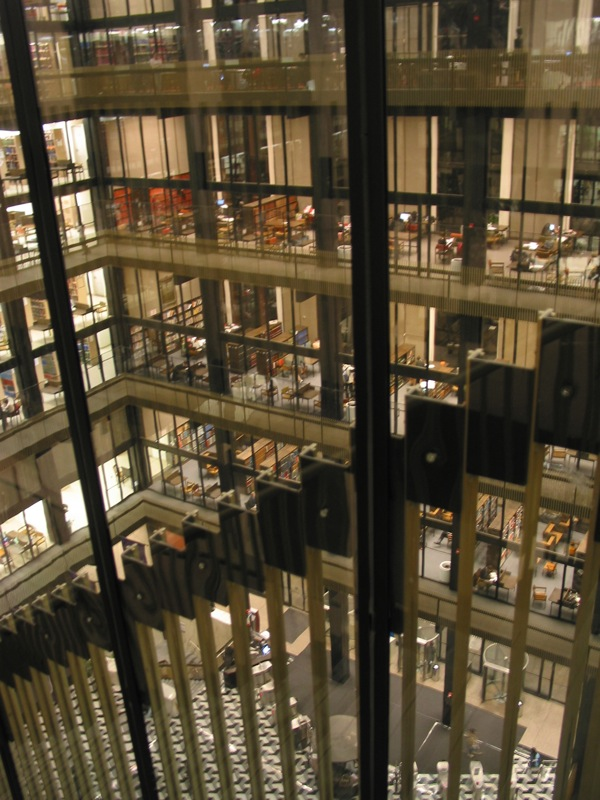
مكتبة جامعة نيويورك

## وصلات خارجية
- فيليب جونسون على موقع IMDb (الإنجليزية)
- فيليب جونسون على موقع الموسوعة البريطانية (الإنجليزية)
- فيليب جونسون على موقع مونزينجر (الألمانية)
- فيليب جونسون على موقع إن إن دي بي (الإنجليزية)
- فيليب جونسون على موقع ديسكوغز (الإنجليزية)
- فيليب جونسون على موقع قاعدة بيانات الفيلم (الإنجليزية)
- الموقع الرسمي
- Obituary
- سكتش لسيرة حياة فيليب جونسون
- فيليب جونسون يتحدث في جامعة هيوستن
- عمارة فيليب جونسون